# Креба-Нойдорф
Креба-Нойдорф (нім. Kreba-Neudorf) — громада в Німеччині, розташована в землі Саксонія. Входить до складу району Герліц. Складова частина об'єднання громад Річен.
Площа — 31,62 км2. Населення становить 857 ос. (станом на 31 грудня 2020).